# Pócsmegyer
Pócsmegyer là một thị trấn thuộc hạt Pest, Hungary. Thị trấn này có diện tích 13,08 km², dân số năm 2010 là 1838 người, mật độ 141 người/km².